# Lijst van burgemeesters van Den Dungen
Dit is een lijst van burgemeesters van de voormalige Nederlandse gemeente Den Dungen tot die gemeente op 1 januari 1996 opging in de gemeente Sint-Michielsgestel.
| Ambtsperiode | Naam burgemeester                            | Partij of stroming | Bijzonderheden     |
| ------------ | -------------------------------------------- | ------------------ | ------------------ |
| 1810 - 1812  | Hendrik van Osch                             |                    | maire              |
| 1812 - 1813  | Adriaan de Gier                              |                    | maire              |
| 1813 - 1853  | Gerard Godschalk                             |                    | eerst maire/schout |
| 1853 - 1896  | H. van de Westelaken                         |                    |                    |
| 1896 - 1919  | Jhr. Th.C.M. van Rijckevorsel (1868-1919)    |                    |                    |
| 1919 - 1941  | Petrus Aloysius van den Broek                |                    |                    |
| 1941 - 1946  | Mr. Frans Joseph Johan Lodewijk van Lanschot |                    | waarnemend         |
| 1947 - 1958  | Eugène Marie Smits                           |                    |                    |
| 1958 - 1972  | G.F.M. baron van Voorst tot Voorst           |                    |                    |
| 1972 - 1980  | Mr. Maarten (M.) Roest Crollius              | KVP                |                    |
| 1980 - 1990  | Mr. Frits (G.G.I.M.) Speetjens               | CDA                |                    |
| 1991 - 1996  | Will (W.M.) de Laat                          | CDA                | waarnemend         |